# Wangdü Pʽodrang (miasto)
Wangdue Phodrang (dzongka དབང་འདུས་ཕོ་བྲང་རྫོང་ཁག་) – miasto w Bhutanie; stolica dystryktu o tej samej nazwie. Liczy 7 061 mieszkańców - czwarte pod względem wielkości miasto kraju.